# إد كيغان
إد كيغان (بالإنجليزية: Ed Keegan)‏ هو لاعب كرة قاعدة أمريكي، ولد في 8 يوليو 1939 في كامدن في الولايات المتحدة، وتوفي في 19 أكتوبر 2014 في Franklinville, New Jersey ‏ في الولايات المتحدة.

## وصلات خارجية
- إد كيغان على موقع دوري كرة القاعدة الرئيسي (الإنجليزية)
- إد كيغان على موقعبيزبول رفرنس.كوم (الدوري الرئيسي) (الإنجليزية)
- إد كيغان على موقعبيزبول رفرنس.كوم (الدوري الثانوي) (الإنجليزية)